# Cantone di Descartes
Il Cantone di Descartes è una divisione amministrativa dell'arrondissement di Loches.
A seguito della riforma approvata con decreto del 18 febbraio 2014, che ha avuto attuazione dopo le elezioni dipartimentali del 2015, è passato da 9 a 38 comuni.

## Composizione
I 9 comuni facenti parte prima della riforma del 2014 erano:
- Abilly
- La Celle-Saint-Avant
- Civray-sur-Esves
- Cussay
- Descartes
- Draché
- Marcé-sur-Esves
- Neuilly-le-Brignon
- Sepmes

Dal 2015 i comuni appartenenti al cantone sono i seguenti 38:
- Abilly
- Barrou
- Betz-le-Château
- Bossay-sur-Claise
- Bossée
- Bournan
- Boussay
- La Celle-Guenand
- La Celle-Saint-Avant
- Chambon
- La Chapelle-Blanche-Saint-Martin
- Charnizay
- Chaumussay
- Ciran
- Civray-sur-Esves
- Cussay
- Descartes
- Draché
- Esves-le-Moutier
- Ferrière-Larçon
- Le Grand-Pressigny
- La Guerche
- Ligueil
- Louans
- Le Louroux
- Manthelan
- Marcé-sur-Esves
- Mouzay
- Neuilly-le-Brignon
- Paulmy
- Le Petit-Pressigny
- Preuilly-sur-Claise
- Saint-Flovier
- Sepmes
- Tournon-Saint-Pierre
- Varennes
- Vou
- Yzeures-sur-Creuse